# Априлово (област Търговище)
 Тази статия е за селото в Област Търговище.  За другите български села с това име вижте Априлово.  
Апрѝлово е село в Североизточна България. То се намира в община Попово, област Търговище.

## География
Селото е разположено в котловина с изход на запад. Намира се на 13 км южно от Попово и на 23 км западно от Търговище. Река Черни Лом, протичаща през него, го разделя на две части (махали). Граничи със селата Долец, Звезда, Светлен, Глогинка, Марчино, Долна Кабда и Конак. През селото преминава шосето Попово – Търговище.

## Кратка историческа справка
До Освобождението село Араблар, както то се е наричало в миналото, е било населено само от мюсюлмани – турци.
Старото име на селото под формите Араблар, Аараблъ, се среща в османо-турски данъчни регистри от 1524 и 1541 г. През 80-те год на 15 век в селото са живеели и юруци. По време на кърджалийските размирици, селото е било посещавано и ограбвано от кърджалии.
След Освобождението по-голямата част от жителите му турци се изселват в Турция, а на тяхното място се заселват българи от Еленско – от селата, махалите и колибите Беброво, Златарица, Руховци, Разпоповци, Блъсковци, Кринковци, Пестник, Иванивановци, Дойновци, Балуци, Босевци, Мийковци, Хъневци, Илаков рът, Дърлевци, Стаматевци, Черешов дял, Неювци, Нейновци и др., Дряновско, Търновско и Котленско и др.
Към 1882 г. се заселват и български семейства – преселници от Източна Тракия, главно от селата Изворово, Поляна, Карамфил, Черешово, Харманлийско, а към 1940 г. се заселват в селото и няколко семейства от Кюстендилско – (от Коритен, Жиленци, Тъмен дол или Топли дол, Божица, Ресен, Цървена ябълка, Кършалево, Дождевица, Горно Тлъмино) и Босилеградско (от Караманци, Галиче, Рикачево, Груинци, Зли дол, Бистър и др.).
Отделни преселници в различно време идват и от Кърджали, Узункюпрю, Одринско (Айдемир), Горнооряховско (Янтра, Пчелище), Търговищко (Буховци, Пробуда), Поповско (Долец, Паламарца), Омуртагско и др.
Преселниците създават и свои собствени махали в селото – Балканджийската и Качаунската (Тракийската).
Училището на селото, което съществува и до днес, е открито през 1883 г., а църковният храм е построен през 1911 г. и осветен през 1924 г. от митрополит Василий Доростолски и Червенски, е посветен на Свети Димитър. В селото живеят българи, турци и роми, като преобладаваща е ромската общност, която е живеела винаги в селото. За разлика от повечето поповски села ромското население на село Априлово спада към старото местно население, а не е преселническо от други места.
Старите тракийски родове на селото са: Алвандерлиите, Гьопците, Кокалановите, Куртевите, Кърковите, а балканджийските са: Карасавовите, Кадиите, Ламбанските, Милановите, Сираковите, Тойовците, Черен Недьовите, Попови и др.
Днес населението на селото, което се намира в трудоспособна възраст, се препитава от земеделие, животновъдство, събиране на билки или работа в близките по-големи градове.
Селото разполага и с местен радиовъзел.

## Религии
- Християнска – източноправославна;
- Мюсюлманска, сега преобладаваща в селото;

## Обществени институции
- Кметство;
- Поща;
- Народно читалище „Христо Смирненски“, основано първоначално през 1903 г. Към читалището функционират: Състав за етнически танци „Дъга“, Кръжок „Сръчко“ и „Клуб на жената“;
- Основно училище „Петър Берон“ (закрито 2008 г.);
- Целодневна детска градина „Звездичка“;
- Църковно настоятелство;
- Джамийско настоятелство;

## Културни и природни забележителности

### Керчан баир
На север от селото се издига гористото възвишение Керчана (Керчан баир),
част от Преславския Балкан. На 27 май 1876 г. там води последната си трета битка четата на Таньо Войвода, преминала река Дунав при село Пожарево до град Тутракан на 16 май 1876 г., преследвана и обкръжена от турска потеря, състояща се от редовна войска, башибозук и черкези от близките села и черкезки махали. Войводата загива до воденицата (Махмудовата) на река Черни Лом в подножието на хълма привечер в ръкопашна схватка, убивайки шестима от нападателите си на същата дата.
На Керчана по време на Руско-турската война (1877 г.) е имало окопи и са се водили сражения. И до днес там се намират оловни куршуми и патрони от оръжията, използвани през войната, а част от тях е възможно да са изстреляни и от четниците на Таньо Войвода или от потерята.

### Късноантичната крепост „Манастира“
Руините ѝ се намират в северозападната част на Керчан баир на платото, на 1 км северно от селото. Крепостта има форма на правоъгълник, на който страните са ориентирани по посоките на света. Днес крепостният зид едва личи под насип, силно затревен и залесен. Портата се е намирала в североизточния ъгъл на външния окоп, който е бил и най-достъпен. Оттам пътят е слизал в долината на река Черни Лом по северозападния склон на Керчан баир. Във вътрешността на крепостта е имало светилище на Тракийския конник, откъдето са намирани оброчни плочки. По време на „иманярския период“ в България на хълма около крепостта са откривани колективни монетни находки от републикански и императорски римски монети.

## Редовни събития
- 1 юни – „Ден на детето“, отпразнуван всяка година с конкурс за рисунка на асфалт;
- 2 юни – импровизиран събор и тържествен концерт с поднасяне на венци пред паметника на Таньо Войвода в местността Керчан баир;
- Приключване на националния поход „По стъпките на четата на Таньо Войвода“ на същото място;

## Личности
- Димитър Вълканов (1907 – 1997) – живописец-баталист, дългогодишен ръководител на студиото на военните художници, ветеран от Втората световна война;
- Петър Попиванов (1891 – 1970) – земеделски деец, околийски началник на Попово, неколкократен народен представител;
- Иван Милев (1957) – художник-живописец, член на СБХ;